# Pyeongtaek

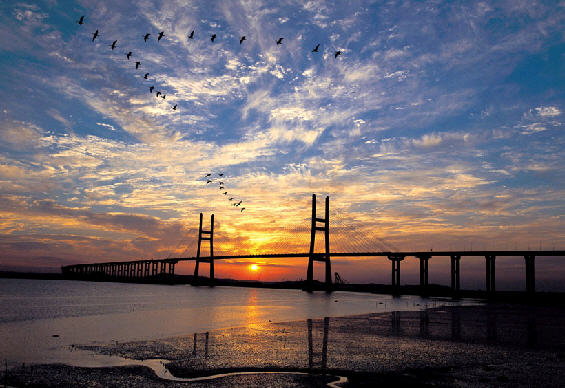
Paisaje de un atardecer en Pyeongtaek

Pyeongtaek (en coreano 평택시, romanización revisada Pyeongtaegsi, léase /piongtéc/) es una ciudad en la provincia de Gyeonggi al norte de la república de Corea del Sur. Está ubicada al sur de Seúl a unos 20 km y su área es de 452.31 km² y su población total es de 423.000.
Fue fundada en el 940 a. C. durante la dinastía Goryeo como la unión de dos distritos y elevada a estatus de ciudad en 1986. 
Es la sede de una base naval nacional y la mayor concentración de tropas de EE. UU. Durante la guerra de Corea fue el sitio en la batalla EE. UU. - Corea del Norte llamada  Batalla de Pyongtaek (평택-안성 전투) el 6 de julio de 1950.

## Administración
La ciudad de Pyeongtaek se divide en los siguientes barrios.
- paengseong-eub (팽성읍)
- poseung-eub( 포승읍)
- anjung-eub (안중읍)
- jin-wimyeon (진위면)
- seotanmyeon (서탄면)
- godeogmyeon (고덕면)
- oseongmyeon /오성면)
- cheongbugmyeon (청북면)
- hyeondeogmyeon (현덕면)
- jung-angdong (중앙동)
- seojeongdong (서정동)
- songtandong (송탄동)
- jisandong (지산동)
- songbugdong (송북동)
- sinjang1dong (신장1동)
- sinjang2dong (신장2동
- sinpyeongdong (신평동)
- wonpyeongdong (원평동)
- tongbogdong (통복동)
- bijeon1dong (비전1동)
- bijeon2dong (비전2동)
- segyodong 세교동)